# Turisas
Turisas este o formație de folk metal din Finlanda, formată în 1997. Numele vine de la un zeu finlandez. Trupa are și influențe de power metal și de metal simfonic.

## Discografie

### Albume
| An   | Titlu              | Poziții în topuri           | Poziții în topuri | Poziții în topuri |
| An   | Titlu              | FIN                         | GER               | SWI               |
| ---- | ------------------ | --------------------------- | ----------------- | ----------------- |
| 2004 | Battle Metal       | —                           | —                 | —                 |
| 2007 | The Varangian Way  | 17 (Director's Cut release) | —                 | —                 |
| 2011 | Stand Up and Fight | 5                           | 56                | 83                |
| 2013 | Turisas2013        | 9                           | 87                | —                 |

### Single-uri
| An   | Titlu                    | Poziții |
| An   | Titlu                    | FIN     |
| ---- | ------------------------ | ------- |
| 2007 | "To Holmgard and Beyond" | 12      |
| 2007 | "Rasputin"               | 15      |
| 2010 | "Supernaut"              | —       |
| 2010 | "Stand Up and Fight"     | —       |
| 2013 | "For Your Own Good"      | —       |

### DVD-uri
- A Finnish Summer with Turisas (2008)

### Demo-uri
- Taiston Tie – The Battle Path (1998)
- Terra Tavestorum (1999)
- The Heart of Turisas (2001)

### Videografie
| Video              | Album              | Lungime | An   | Copyright     |
| ------------------ | ------------------ | ------- | ---- | ------------- |
| Battle Metal       | Battle Metal       | 4:23    | 2008 | Century Media |
| Rasputin           | The Varangian Way  | 3:56    | 2007 | Century Media |
| Stand Up and Fight | Stand Up and Fight | 5:28    | 2011 | Century Media |
| Ten More Miles     | Turisas 2013       | 4:17    | 2013 | Century Media |

## Membrii formației

### Membri actuali
- Mathias "Warlord" Nygård – vocal, clape, percuție (din 1997)
- Jussi Wickström – chitară, back vocal (din 1997)
- Jesper Anastasiadis – chitară bas (din 2012)
- Jaakko Jakku – tobe, percuție (din 2012)
- Olli Vänskä – vioară, back vocal (din 2005)

### Foști membri
- Janne Mäkinen – acordeon (2005–2008)
- Antti Ventola – clape (1997–2007)
- Georg Laakso – chitară (ex-Cadacross) (2000–2006)
- Ari Kärkkäinen – chitară (1997–1999)
- Sami Aarnio – chitară bas
- Tino Ahola – chitară bas
- Mikko Törmikoski – chitară bas (until 2004)
- Hannes "Hanu" Horma – chitară bas (2005–2011)
- Netta Skog – acordeon (2007–2011)
- Jukka-Pekka Miettinen – chitară bas (ex-Ensiferum) (2011–2012)
- Tuomas "Tude" Lehtonen – drums, percuție (1997–2012)
- Robert Engstrand – clape (2011-2014)

### Foști membri live și de sesiune
- Riku Ylitalo – acordeon, keyboards
- Wincef Boncamper – acordeon
- Antti Laurila – acordeon